# Natalie Payida Jabangwe
Natalie Payida Jabangwe (nhũ danh Natalie Payida) là một kỹ sư máy tính và nữ doanh nhân người Zimbabwe. Bà là tổng giám đốc điều hành của EcoCash, dịch vụ ví tiền di động của Econet Wireless, một công ty điện thoại không dây hàng đầu tại Zimbabwe. Bà điều hành công ty dịch vụ tài chính di động lớn thứ hai trên lục địa châu Phi, với hơn 6 triệu khách hàng..

## Lý lịch và giáo dục
Natalie sinh ra ở Vương quốc Anh năm 1983. Bà theo học tại Đại học Middlesex, tốt nghiệp với bằng Cử nhân Khoa học Kỹ thuật Máy tính. Khi ở Middlesex, bà tham gia chương trình trao đổi sinh viên tại trường cao đẳng Spelman thuộc Trung tâm Đại học Atlanta, Hoa Kỳ. Sau đó, bà nhận được bằng Thạc sĩ Quản trị Kinh doanh, từ Imperial College London.

## Sự nghiệp
Trong khi theo học thạc sĩ, bà làm việc cho National Cash Register và là một phần của nhóm phát triển chiến lược thanh toán kỹ thuật số của công ty. Vào tháng 1 năm 2014, bà trở về Zimbabwe để lãnh đạo EcoCash. Tháng 12 năm 2016, bà là giám đốc điều hành trẻ nhất của một công ty tiền tệ di động trên lục địa châu Phi, tại thời điểm đó.

## Thành tựu khác
Vào tháng 5 năm 2018, Natalie Payida Jabangwe, được đề cử trong số 100 nhà lãnh đạo trẻ toàn cầu của Diễn đàn kinh tế thế giới năm 2018. Năm 2017 bà cũng là thành viên của The Archbishop Desmond Tutu Leadership Fellowship Program.
Trong thời gian học tại trường Cao đẳng Spelman ở Atlanta, bà đã thực tập tại văn phòng thị trưởng thành phố, Shirley Franklin. Natalie được ghi nhận với việc phát triển các chính sách bảo mật công nghệ thông tin đầu tiên
đầu tiên của Atlanta vào năm 2004, khi bà mới 21 tuổi.

## Gia đình
Natalie Payida Jabangwe đã kết hôn và là mẹ của một cô con gái, Makatendeka Morris (aka "Popina").